# Prokop Dvořecký z Olbramovic
Prokop Dvořecký z Olbramovic (* ? – 21. června 1621, Praha) byl český rytíř z rodu Dvořeckých z Olbramovic, člen direktoria českých stavů v době stavovského povstání (1618–1620). Dříve působil jako císařský rada, za vlády zimního krále Fridricha Falckého vykonával post podkomořího (1619–1620).

## Život

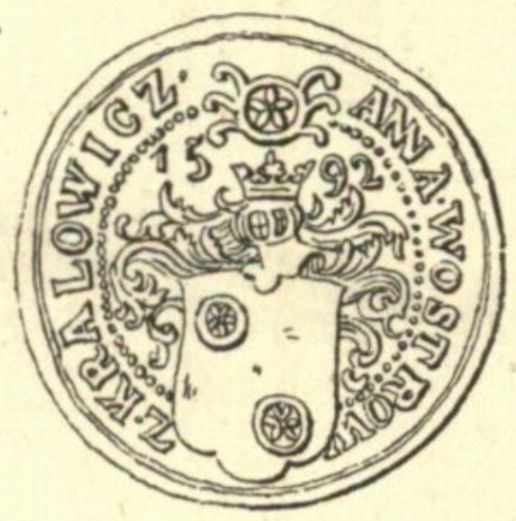
Žeton Prokopa Dvořeckého z Olbramovic a jeho manželky Anny z Kralovic z roku 1592

Prokop se narodil jako nejmladší syn Kuneše Dvořeckého z Olbramovic. Díky sňatku s Annou Vachtlovnou z Pantenova († 1590) získal kounické panství, které v roce 1599 prodal. Poté dva roky do roku 1601 držel Želiv a v roce 1601 koupil Mašťov a další statky v Krušných horách. V roce 1615 zakoupil Vršovice s Kystrou. Před povstáním zastával funkci nejvyššího berníka. Roku 1618 se stal direktorem, správcem země, hejtmanem žateckého kraje a podkomořím Fridricha Falckého. Se svou druhou ženou Annou z Kralovic měl dva syny Václava Štěpána († 1619) a Jana Ferdinanda.

### Události po bitvě na Bílé hoře
Hned po bitvě na Bílé hoře žádal o milost, leč marně. V únoru 1621 jej dle císařského listu zatkli a uvěznili v Bílé věži Pražského hradu. Mimořádný tribunál jej odsoudil k trestu smrti. Byl popraven na Staroměstském náměstí dne  21. června 1621 spolu s dalšími „českými pány“. Původní verdikt zněl rozčtvrcení zaživa, dostal částečné omilostnění, takže byl „pouze“ sťat. Na popraviště vešel jako druhý z rytířského stavu a jako pátý v celkovém pořadí. Kat jeho hlavu pověsil na Staroměstské mostecké věži.
V roce 2021 mu byla v Olbramovicích odhalena pamětní deska.